# Ilse Koch
Pour les articles homonymes, voir Koch.
Ilse Koch, née Margarete Ilse Köhler le 22 septembre 1906 à Dresde et morte le 1er septembre 1967 à Aichach, surnommée « la chienne de Buchenwald » ou « la sorcière de Buchenwald » (Die Hexe von Buchenwald), est l'épouse de Karl Otto Koch, le premier commandant du camp de concentration de Buchenwald. En 1947, elle est condamnée par les Américains à la prison à perpétuité lors du procès de Buchenwald et, en 1951, par les Allemands lors du procès d'Augsbourg.

## Biographie
Issue d'un milieu populaire, son père étant chef d'atelier, elle fait une école de commerce et devient secrétaire sténotypiste dans plusieurs sociétés commerciales.
En 1932, elle adhère au parti nazi, dont elle devient l'employée.
Le 29 mai 1937, elle épouse le colonel SS Karl Otto Koch, qui fait partie des commandants brutaux et efficaces du système concentrationnaire en train de se former. L'été suivant, son mari est nommé commandant du nouveau camp de Buchenwald. Ils auront trois enfants : un garçon, Artwin, et deux filles, Gisele et Gudrun (décédée peu après sa naissance).
Karl et Ilse Koch font partie d'une nouvelle « aristocratie » allemande. Ils adoptent des attitudes, un comportement et des loisirs de la haute société, avec des goûts de luxe, plus un penchant vers la corruption et l'adultère, allant au-delà des « normes » de l'univers concentrationnaire.

### En camp de concentration
À Buchenwald, elle forme avec son mari un couple redouté, qui loge dans une belle maison, la « villa Koch » à l'intérieur du camp. Leur train de vie est somptueux : repas gastronomiques et soirées arrosées et libertines, Ilse ayant la réputation d'être nymphomane.
Karl Koch se livre à un trafic personnel de bijoux et devises, et Ilse Koch à une collection personnelle de préparations anatomiques, notamment des abat-jour en peau humaine tatouée. Sous le règne du couple Koch, un beau tatouage valait condamnation à mort pour le tatoué. Elle invitait souvent l'ami du couple, et son amant probable, le médecin Waldemar Hoven, à visiter sa collection « d'estampes humaines ».
Elle est connue pour sa cruauté vis-à-vis des prisonniers. Outre sa collection, sa deuxième passion était l'équitation. Quand il fait beau, Ilse Koch chevauche à travers le camp en interdisant aux détenus de la regarder. Les fautifs sont condamnés à la schlague et au cachot. Quand il pleut, elle effectue des tours de manège dans une salle édifiée pour elle.
En 1943, lorsque son mari Karl Koch est accusé de détournements de fonds et de meurtres de témoins gênants (dont celui d'un officier SS dont le témoignage aurait pu lui nuire), elle est accusée de complicité devant un tribunal SS qui l'acquitte finalement.
Le 5 avril 1945, son mari Karl Koch est condamné à mort par les SS, puis exécuté.

### En prison
Après la guerre, Ilse et ses enfants vivent à Ludwigsburg, une banlieue de Stuttgart, où elle est capturée et emprisonnée par les alliés.
En 1947, elle est jugée par le Tribunal militaire international de Dachau lors du procès de Buchenwald.

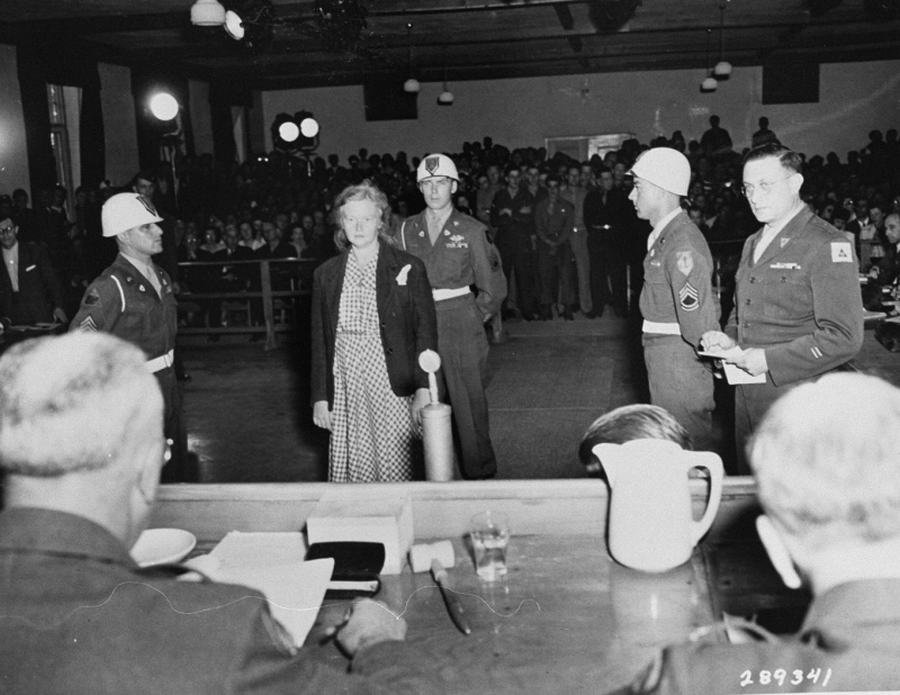
Ilse Koch écoutant la sentence. 14 août 1947.

En dépit du témoignage de plusieurs détenus obligés de fabriquer les objets en peau humaine, le tribunal n'a pu prouver l'implication d'Ilse Koch dans de tels crimes. Elle est condamnée à perpétuité pour sa participation à la maltraitance des prisonniers.
En octobre 1947, dans la prison de Landsberg, elle donne naissance à un garçon prénommé Uwe, dont le père est probablement le co-détenu Fritz Schäffer.
Deux ans plus tard, dans un contexte de guerre froide, les Allemands de l'ouest souhaitent contrôler eux-mêmes la question des criminels nazis. Sous l'égide du général Lucius Clay, gouverneur militaire américain, une commission de révision réduit sa peine.
Le 17 octobre 1949, malgré une vive opposition aux États-Unis, elle sort de prison. Le même jour, elle est arrêtée immédiatement par les autorités ouest-allemandes, et déférée devant la Justice de son pays.
En novembre 1950, s'ouvre son nouveau procès à Augsbourg.
En janvier 1951, elle est condamnée à la prison à vie pour dénonciation et incitation au meurtre sur 135 prisonniers allemands.
En 1967, à 19 ans, Uwe Köhler apprend que Koch est sa mère et commence à lui rendre visite régulièrement en prison à Aichach.
Le 1er septembre 1967, elle se suicide par pendaison dans la prison bavaroise pour femmes de Aichach.
Après la guerre, son fils Artwin se suicide « parce qu'il ne peut vivre avec la honte des crimes de ses parents ».
En 1971, son fils Uwe Köhler tente une réhabilitation posthume de sa mère par la presse, utilisant des documents de son premier avocat en 1957 et son impression d'elle basée sur leur relation, pour modifier l'attitude des gens face à celle-ci.

## Un mythe?
L'historien Benoît Cazenave retrace l'histoire d'un « mythe Koch » comme une construction sociale faisant d'Ilse Koch l'incarnation féminine de l'ignominie nazie, de la libération des camps jusqu'aux années 1970. Ce mythe se baserait d'abord sur les articles de presse des reporters accompagnant l'armée américaine, reprenant les rumeurs plus ou moins fondées qui existaient déjà dans ces camps et qui servaient d'avertissement pour les prisonniers entre eux. C'est ainsi que des survivants d'Auschwitz parleront des agissements d'Ilse Koch dans ce camp où elle n'a jamais mis les pieds.
Son procès américain s'inscrirait dans un processus de démocratisation de l'Allemagne, où 8,5 millions de membres du parti nazi ne peuvent être tous poursuivis. Il faut en amnistier le plus grand nombre et condamner les autres de façon exemplaire : les « loups qui ont conduit les agneaux ». Ilse Koch est la seule femme du procès de Dachau. Pour les détenus de Buchenwald, il n'est plus possible d'obtenir justice après la mort de Karl Koch, mais il reste la « femme du boucher », accusée de sadisme et de fétichisme (collection d'objets en peau humaine).
Pour les Allemands, ce procès permet de reconstruire leur société par « distanciation et auto-déculpabilisation », les exactions ayant été commises par des déviants. Lors du procès d'Augsbourg, le mythe Koch se sexualise en « féminisation du mal », l'accent est mis sur la sexualité débridée (nymphomane, violeuse, hystérique, etc.), le mal nazi est incarné par une femme rousse en uniforme SS maniant le fouet et circulant à cheval. La presse française en revanche s'intéresse peu au procès, en étant plus préoccupée par la guerre de Corée.
Benoît Cazenave présente Ilse Koch comme une femme ayant des goûts de luxe et un niveau de vie nettement supérieur à celui des autres femmes d'officiers SS, avec « une vie sexuelle en avance sur son temps », profiteuse opportuniste du système nazi, mais au rôle limité dans un crime dont on l'a accusée : celui d'avoir fait assassiner des prisonniers pour sa collection d'objets en peau humaine. 
S'il est avéré qu'elle a provoqué et dénoncé des prisonniers, la thèse des abat-jour produits à sa demande pour sa collection est très vite abandonnée lors de son deuxième procès. Selon Cazenave, une collection de peaux humaines tatouées avait été constituée à Buchenwald, à l'initiative du médecin SS Erich Wagner (de) (1912-1959), pour les besoins de sa thèse liant le « besoin de se faire tatouer » avec « le caractère génétiquement criminel ». La confection en peau humaine de l'abat-jour présenté au début du procès a été controversée. Finalement, un examen de 2024 prouve l’authenticité de l’abat-jour en peau humaine.
Au début du XXIe siècle, malgré une faible notoriété, le cas Ilse Koch est devenu « le baromètre de la violence féminine en uniforme et d'actes de sadisme exceptionnels ».

## Postérité
L'historien Benoît Cazenave retrace l'ensemble des œuvres artistiques s'appuyant sur et contribuant au mythe Ilse Koch :
Sa libération américaine en 1949 suscite une chanson de protestation de Woody Guthrie, célèbre guitariste et chanteur de folk américain : Ilsa Koch.

D'anciens prisonniers la mettent en scène dans des romans, comme Jorge Semprun dans Le Grand Voyage (1963). 

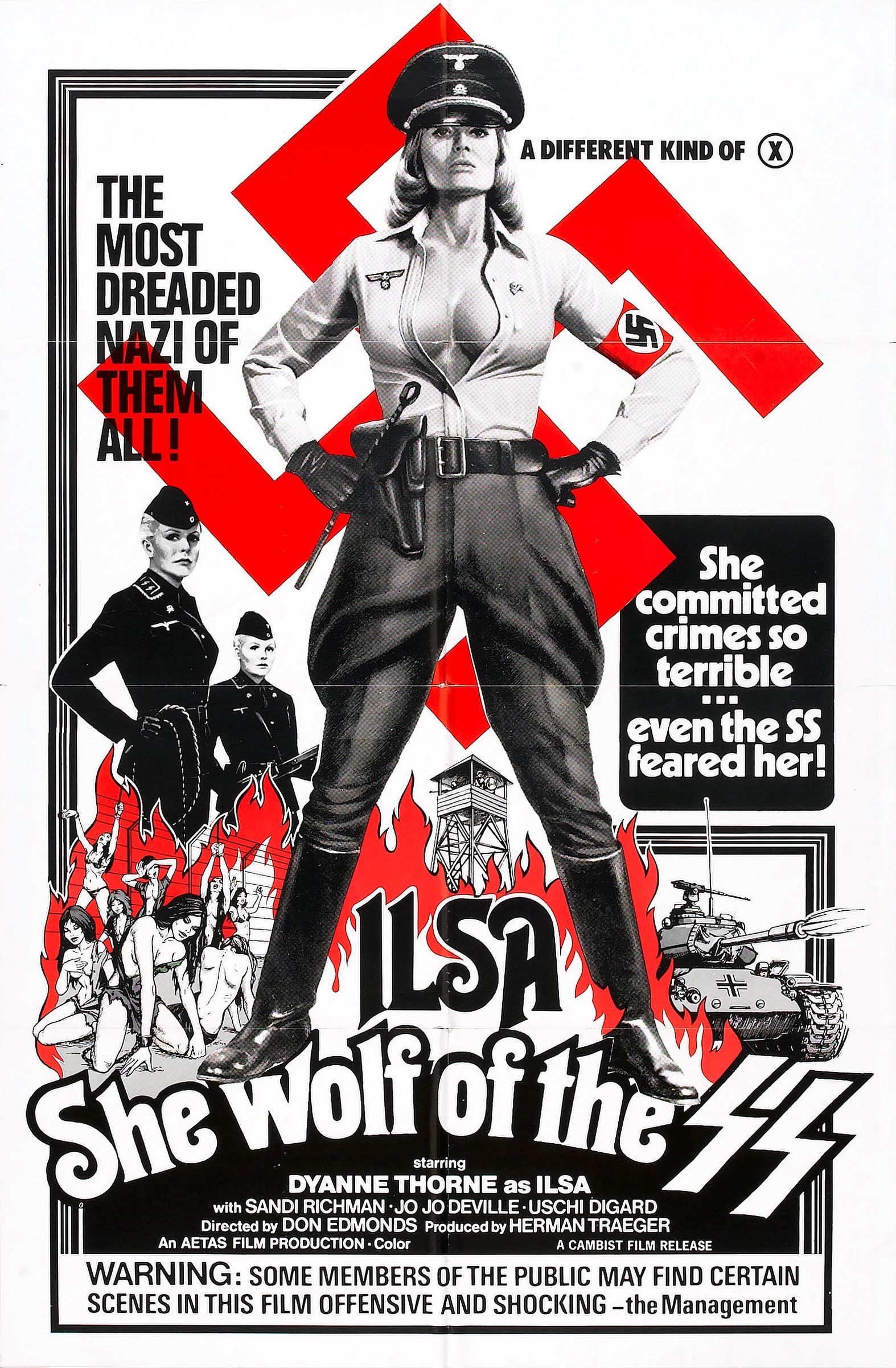
Affiche du film Ilsa, la louve des SS.

Durant la période 1950-1970, Ilse Koch est dépeinte dans une littérature populaire, vendue en kiosque :
- 1952, Domenica di Costanza publie le roman pseudo-biographique La Chienne de Buchenwald.
- 1956, le magazine américain Male publie les aventures de la Bitch of Buchenwald.
- 1959, le mensuel Battlefield publie un récit sur la chienne de Buchenwald.
- 1961-1963, les romans Stalag, à pornographie grand public, s'inspirant des récits sur Ilse Koch, connaissent un grand succès en Israël.

En 1950, l'une des douze lithographies de la suite Les faits divers de l'âge atomique de Bernard Lorjou, intitulée La chienne de Buchenwald, représente Ilse Koch « comme une grosse femme bien nourrie au visage canin qui domine de toute sa puissance les prisonniers marchant vers la mort ».
Dans les années 1970, elle représente l'érotisme sadique dans plusieurs films de nazisploitation, dont les titres français sont :
- 1974, Ilsa, la louve des SS ;
- 1976, Ilsa, gardienne du harem ; Ilsa, la tigresse du Goulag ; Ilsa, la matonne perverse ;
- 1977, Elsa, fraulein SS ; Ilsa, ultimes perversions.

À partir des années 1980, apparaissent des études historiques :
- 1982, Pierre Durand, La Chienne de Buchenwald, éditions Messidor.
- 1983, Arthur L. Smith, Die Hexe von Buchenwald (La sorcière de Buchenwald), Böhlau Verlag.
- 1995, Die Kommandeuse, pièce de théatre par Gilla Cremer (de), monologue titré en français Ilse Koch, confrontation avec le profil psychologique fragmenté d'un bourreau.

Dans les années 1990, le cas Ilse Koch est revu par des historiennes féministes qui mettent en avant le rôle du genre dans sa condamnation judiciaire, comme Alexandra Przyrembel (de) ou Claudia Koonz.
En musique moderne, elle est source d'inspiration en rock gothique et en dark ambient.
Pour les négationnistes, et sur des sites islamistes, antisémites ou néonazis, la « légende Koch » sert « à ouvrir la brèche à la négation de la Shoah ».
En 2004, la soldate américaine Lynndie England, pour des sévices contre des prisonniers irakiens, est présentée comme une nouvelle Bitch of Buchenwald.
L'exposition itinérante mondiale Body worlds de Gunther von Hagens suscite une controverse, notamment lors de son passage en France en 2008. La mise en scène voyeuriste de cadavres humains en plastination est comparée à la collection d'Ilse Koch.
Ilsa Koch est mentionnée dans la seconde saison de la série télévisée Agent Carter, où l'un des antagonistes se vante de l'avoir torturée.
Le couple Karl et Ilse Koch est également présent dans le roman de Fabrice Humbert paru en 2009 chez Le Passage éditions, L'Origine de la violence (Prix Orange en 2009 et prix Renaudot poche en 2010).

### Documentaire radiophonique
- Alain Lewkowicz, « Ilse Koch, la chienne de Buchenwald » [audio], émission Une histoire particulière, un récit documentaire en deux parties, France Culture, 10 mars 2023.